# 612人道支援基金
612人道支援基金（英語：612 Humanitarian Relief Fund；又稱：612基金，原稱：反送中受傷被捕者人道支援基金）是為反送中運動中受傷、被捕或有關人士，提供人道支援的基金，包括醫療、心理／精神，法律及其他有關援助，成立於2019年6月15日。包括但不限制於2019年6月12日香港佔領行動。

## 背景
2019年，香港政府推出逃犯條例修訂草案，引發大量市民不滿。6月11日起，市民開始佔據金鐘與中環一帶，最後於6月12日因警察清場而做成多名示威者受傷及被捕。因此，公民黨法律界前議員、大律師吳靄儀於6月15日臨時成立「反送中受傷被捕者人道支援基金」，以協助因參與運動而受傷或被捕的示威者。
7月6日，612人道支援基金正式成立並取代「反送中受傷被捕者人道支援基金」。基金共有五位信託人，包括天主教會樞機陳日君、大律師吳靄儀、嶺南大學文化研究系客座副教授許寶強、前立法會議員何秀蘭及歌手何韻詩。基金成立目的是為所有在反送中運動中被捕（不論罪名）、受傷或有關人士提供人道支援，包括醫療費用、心理/精神輔導費用，刑事/民事法律費用，緊急經濟援助等支援。

## 捐款
基金信託人吳靄儀於成立時指，612基金已正式委托真普選聯盟有限公司負責托管基金及收支事宜，並會定期公佈收支及個案數字，每年財政年度均會委托核數師核數。
2020年5月19日，基金告急，聲稱可動用資金不足2,400萬。同年12月，基金指，一共收到約1.73億港元捐款，共向近19,000人批出約1.44億元的援助款項。
2021年1月20日，基金再次對外宣稱可動用結餘有181萬，需要公眾捐款支持。9月6日，612人道支援基金在社交平台宣布即時暫停接受捐款時，基金結餘約有721萬。

## 解散及警方後續調查
2021年8月，612基金被多間官媒批評，指基金未有社團註冊，「與外國勢力勾連」。有官媒更引述學者呼籲當局徹查。同月18日，由於負責托管612基金的真普選聯盟有限公司將結束運作，612基金宣佈已制定方案，將有序停止運作，即日起停收新的個案。
9月1日，警方國家安全處按《香港國安法》向高等法院取得「提交物料令」，要求「612人道支援基金」及「真普選聯盟」等相關人士提供資料，包括眾籌詳情、捐款人資料等。 9月6日，612人道支援基金在其社交平台宣布，即時暫停接受捐款。9月9日，612人道支援基金表示，由於網上捐款平台收集的款項已無法存入基金銀行戶口，決定將存於捐款平台的款項，全數用於退回由9月3日中午至9月7日下午期間的捐款，合共約317,000元，包括447筆單次捐款及月捐。截至9月8日基金銀行戶口結餘約有7,440,000元。根據紀錄，在真普聯停止執行支款指示前有19張支票共約408,000元已經發出但尚未過數，有關款項包括支付已批出的支援及基金行政開支，基金表示，會盡力跟進有關支票兌現情況。基金在社交專頁又提到，成立宗旨是為受反修例事件影響的傷者及被捕者提供法律、醫療、情緒支援費用等人道支援，有關支援與一般為在囚者提供服務的社福機構無異，對於其人道支援工作的性質被政府官員曲解，基金深表遺憾。
2022年5月11日，警方國安處以涉嫌「勾結外國勢力罪」逮捕五名信託人許寶強、吳靄儀、何秀蘭、陳日君及何韻詩，其中許寶強在香港國際機場準備離港前往德國法蘭克福時被國安處拘捕。
2022年9月26日，612人道支援基金五名信託人及秘書涉嫌無遵從社團條例要求為基金註冊被票控，6人不認罪，案件當日在西九龍裁判法院開審。

2022年11月25日，五名信託人及秘書被西九龍裁判法院裁定犯「沒有在指明時限內申請註冊或豁免註冊社團」罪，五名信託人陳日君、吳靄儀、許寶強、何秀蘭及何韻詩各罰款4,000元，秘書施城威罰款2,500元。
2023年8月10日，警方國安處拘捕四男六女，年齡介乎26歲至43歲，包括612基金前職員葉寶琳及卓佳佳，指十人涉嫌串謀「612人道支援基金」接受不同海外組織捐款，支援流亡海外人士或以金錢資助推動制裁香港的組織，涉嫌違反《港區國安法》的「串謀勾結外國或者境外勢力危害國家安全」罪及煽動暴動。警方按法庭手令搜查被捕人的住所及辦公地方，並檢獲有關文件及電子通訊工具。葉寶琳及卓佳佳被捕後獲准保釋。

## 爭議

### 音響開支
基金於8月28日發出的工作報告中，有一項開支是「616 遊行及籌款 音響開支」，即為大會租用音響及舞台器材之費用，共$218,690。
基金也於6月23日提供立法會法律講座之音響開支，共$28,300。
這兩次的音響開支令到612人道支援基金被批評為612音響基金。基金被質疑其餘捐款的使用去向。

### 解散
2021年9月，時任保安局局長鄧炳強見記者時曾不點名批評基金「臨解散撈油水」。

## 外部連結
- 官方网站（繁體中文）

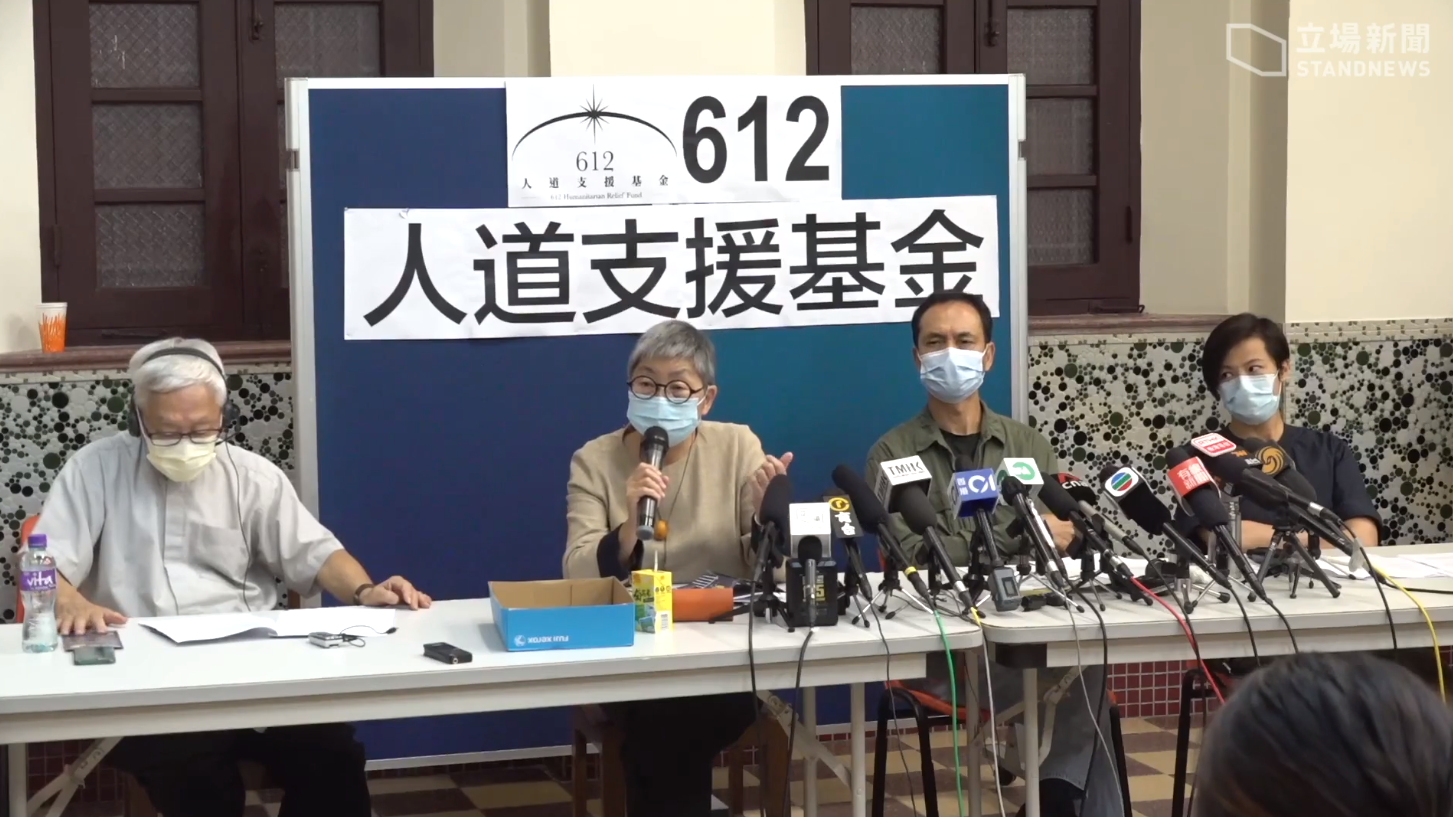
2021年8月18日， 612人道支援基金召開記者會，宣佈制定方案有秩序地停止運作

- 612人道支援基金 612 Humanitarian Relief Fund的Facebook專頁